# Finestrino
Il finestrino è un vetro installato lateralmente agli abitacoli di molti mezzi di trasporto terrestri, in genere a motore; il termine designa anche i vetri dei tram e delle carrozze dei treni, mentre per navi, aerei e veicoli spaziali si usa spesso il nome di oblò.

## Tipologia
I finestrini possono essere realizzati con diverse tipologie di materiale:
- Vetro
  - Temperato soluzione più comune
  - Laminato o stratificato
- Plexiglas, molto utilizzato per gli aeromobili (come finestrino fisso triplostrato)[4] e veicoli da corsa

Inoltre i finestrini possono avere una cornice o meno, generalmente dipende dal tipo d'installazione e nel caso i finestrini siano sprovvisti di cornice e sia previsto fare forza su di loro per chiudere la portiera, il vetro avrà uno spessore maggiore.
Bisogna sottolineare che non tutti i finestrini sono mobili a scomparsa, ma alcuni sono fissi o parzialmente mobili.

## Azionamento
I finestrini possono essere azionati in diversi modi:
- Manuale, Quindi il finestrino viene spostato tramite azione manuale dell'occupante
  - Diretto quanto l'azione viene eseguita direttamente sul finestrino, come i finestrini a scorrimento orizzontale (come i finestrini laterali della Renault 4), a ribalta (come i finestrini anteriori della Citroën 2CV), a battente con ganci (come il finestrino posteriore della Fiat Seicento) o orientabili come nel caso dei finestrini triangolari anteriori (come nella Fiat Nuova 500)
  - Indiretto quando l'azione manuale avviene su un sistema alzacristalli meccanico connesso al finestrino, come la manetta
- Motorizzato, come nel caso dei normali alzacristalli elettrici
  - A comando, quando vengono azionati dietro comando
  - Automatico, quando sono azionati da logiche che intervengono in specifici ambiti, come in molti sistemi di vetri a scomparsa con portiere senza cornice